# مستشار الملك
يُعرف مستشار الملك (كيه سي، الأحرف الأولى الدالة على اللقب) في عهد الملك، أو مستشار الملكة (كيو سي، الأحرف الأولى الدالة على اللقب) في عهد الملكة، في المملكة المتحدة وبعض دول الكومنولث، بأنه محامٍ (عادة ما يكون محامٍ بالقضاء العالي أو محامي دفاع (في اسكتلندا)) يكون عادةً محام ادعاء أول. يُعينه عمليًا عاهل البلاد ليكون أحد «مستشاري جلالته/ها الضليعين في القانون»، وقد استُحدث المنصب في إنجلترا وويلز. ألغت بعض دول الكومنولث المنصب أو أعادت تسميته لإزالة الدلالات الملكية، «كالمستشار الأعلى» أو «المحامي الأول» مثلًا.
يصدر التعيين في منصب مستشار الملك عن التاج وتعترف به المحاكم. ويتمتع الأعضاء بامتياز المرافعة والجلوس ضمن الحاجز الداخلي لقاعة المحكمة. ونظرًا لارتداء الأعضاء عباءات حريرية ذات تصميم معين (انظر زي المحكمة)، فيُعرف التعيين في منصب مستشار الملك، بشكل غير رسمي، على أنه تلقي الحرير أو نيله أو حيازته، وغالبًا ما يُطلق على مستشاري الملك بالعامية اسم الحرائر. وتؤخذ التعيينات من داخل مهنة المحاماة على أساس الجدارة وليس على أساس مستوى معين من الخبرة. وغالبًا ما يكون المتقدمون الناجحون محامين بالقضاء العالي، أو (في اسكتلندا) محاميي دفاع مع 15 عامًا من الخبرة أو أكثر.

## أحدث التطورات في المملكة المتحدة

### إنجلترا وويلز
في عام 1994، أصبح المحامون العامون في إنجلترا وويلز مؤهلين للحصول على حقوق المرافعة في المحاكم العليا، وكان من حق 275 منهم فعل ذلك في 1995. وفي العام ذاته، أصبح هؤلاء المحامون العامون مؤهلين لتقديم طلب التعيين بمنصب مستشار الملكة. وعُين أول محاميين في 27 مارس 1997، من أصل 68 مستشار جديد للملكة. وكانا آرثر ماريوت (53)، شريك في مكتب لندن لشركة المحاماة الأمريكية ويلمر كتلر بيكرينغ هال ودور ومقرها واشنطن العاصمة، ولورنس كولينز (55)، شريك في شركة هربرت سميث للمحاماة في مدينة لندن. وعُين كولينز لاحقًا قاضيًا في محكمة العدل العليا وفي النهاية قاض في المحكمة العليا للمملكة المتحدة.
عُلق التعيين في منصب مستشار الملكة في 2003، وساد توقعٌ بإلغاء النظام بأكمله. ومع ذلك، انطلقت حملة قوية للدفاع عن النظام. وكان من بين المؤيدين من اعتبروه مؤشرًا مستقلًا على التميز لأولئك، (وخاصة المدعين التجاريين الأجانب)، الذين لم يكن لديهم خيارات كثيرة للتقدم فيها، وأولئك الذين أكدوا أنه وسيلة يستطيع من خلالها المحامون الأقدر من الأقليات الاثنية التقدم والتغلب على التحيز، فضلًا عن تمثيل أفضل لأعضاء مجتمع يزداد تنوعه أكثر فأكثر.
تحول تركيز الحكومة من الإلغاء إلى الإصلاح، وعلى وجه الخصوص، إصلاح «السبر السري» للقضاة وغيرهم من الشخصيات القانونية المؤسسية التي كان النظام القديم يقوم عليها. واعتُبر هذا الأمر غير مقبول وغير عادل نظرًا لحجم المهنة الحديث، فضلًا عن كونه مصدر محتمل للمحسوبية الحكومية الخاطئة (إذ تُقدم التوصيات النهائية من قِبل اللورد المستشار، وهو عضو في الحكومة)، وتمييزٌ ضد العاملين بدوام جزئي (وخاصة النساء) والأقليات الاثنية.
وفي نوفمبر 2004، بعد الكثير من النقاش العام لصالح الاحتفاظ بالمنصب وضده (انظر مثلًا ساشا واس كيو سي) أعلنت الحكومة أن تعيينات مستشار الملكة ستُستأنف في إنجلترا ولكن اختيار المعينين المستقبليين لن يكون بواسطة الحكومة بل من خلال لجنة مكونة من تسعة أعضاء، وتُعرف بلجنة اختيار مستشار الملك، برئاسة شخص عادي، وتضم محاميين بالقضاء العالي، ومحاميين عامين، وقاض متقاعد واحد، وثلاثة من غير المحامين. وما يزال التعيين ملكيًا بشكل رسمي ويُمنح بناءً على توصية اللورد المستشار، ولكن بدون تعليق على الطلبات الفردية. ويشرف اللورد المستشار على العملية ويراجع توصيات اللجنة بشكل عام (ليكون مقتنعًا بأن العملية عادلة وناجعة في سيرها).
أُصدرت استمارات الطلبات بموجب النظام الجديد في يوليو 2005 وأُعلن عن تعيين 175 مستشارًا جديدًا للملكة في 20 يوليو 2006. وتقدم ما مجموعه 443 شخصًا بطلبات (من بينهم 68 امرأة و24 محاميًا من الأقليات الاثنية و12 محامي عام). وكان من بين هؤلاء المستشارين الجدد، 33 امرأة، و10 من الأقليات الاثنية، وأربعة محامين عامين. وعُين أيضًا ستة أشخاص بصفة مستشاري الملكة الفخريين.

### أيرلندا الشمالية
ما يزال لقب كيه سي مستخدمًا حتى اليوم. ففي عام 1998، عارض محاميان من أيرلندا الشمالية (سيموس تريسي وباري ماكدونالد) شرط أداء قسم الولاء للتاج. ووافق مجلس نقابة المحامين، الهيئة التي تمثل مصالح المحامين، (في تقرير إليوت) على إسقاط القسم الملكي واستبدال بيان أكثر حيادية به. واقترحت أنه، بدلًا من إشهار الخدمة إلى الملكة إليزابيث، ينبغي على المحامين أداء القسم التالي: «أتعهد وأُصرح بأمانة أنني سأخدم فعلًا ويقينًا جميع من يستدعيني قانونيًا للعمل في أحد مناصب مستشاري صاحبة الجلالة، ضليعًا بالقانون وفقًا لأفضل ما لدي من مهارة وبصيرة».
وفي عام 2000، حكمت المحكمة العليا في أيرلندا الشمالية لصالح المحامين. وبعد مزيد من الجدل، سُمح للمحامين بتقديم «بيان أكثر حيادية» للالتزام بالمبادئ.
وفي عام 1997، كتب اللورد كبير القضاة، السير روبرت كارسويل، «تراودني بعض الشكوك بشأن أن هذا كله جزء من حملة سياسية مستمرة لاستبدال رتبة تسمى كبير المستشارين أو شيء من هذا القبيل، بمنصب مستشار الملكة».

### اسكتلندا
يُعرف تنظيم نقابة المحامين المستقلة باسم كلية المحامين، ولا يُسمى أعضاؤها محامي مرافعة بل محامي دفاع. ولم يكن منصب مستشار الملكة معترفًا به قبل عام 1868. وكان في البداية حكرًا على المسؤولين القانونيين (اللورد المحامي والمحامي العام لاسكتلندا) وبعد فترة وجيزة على عميد كلية المحامين. وفي عام 1897 جرت الموافقة على التماسٍ قدمته كلية المحامين لتشكيل قائمة اسكتلندية لمستشار الملكة، وأُجريت التعيينات الأولى في وقت لاحق من ذلك العام.
وفي عام 2005 كان هناك أكثر من 150 مستشار للملكة في اسكتلندا. ويُعين مستشار الملك بناءً على توصية من رئيس محكمة الجنايات إلى وزير اسكتلندا الأول، أمين اسكتلندا سابقًا. وفي تسعينيات القرن العشرين، عُدلت القوانين، فسُمح للمحامين العامين الذين يتمتعون بحقوق المرافعة في المحكمة المدنية العليا أو محكمة العدل العليا بالتقدم للمنصب، وقد فعل ذلك اثنان أو ثلاثة. ويُسمى محامي الدفاع العام، الذي يُعين في هذا المنصب، على الأصح مستشار الملك بالنيابة العامة.